# Генерал-адмирал
Генера́л-адмира́л — обер-адмиральский то есть старший адмиральский чин в Российской империи и одно из высших воинских званий во флотах вооружённых сил ряда государств мира.

## Россия
В Российской империи — высший военный чин (звание и должность) на флоте.
Согласно Табели о рангах Петра I 1722 года, соответствовал чину генерал-фельдмаршала в сухопутных войсках, а также гражданскому чину канцлера.
В истории русского флота генерал-адмиралов было шесть; иногда к этому списку добавляют также петровских сподвижников Ф. Я. Лефорта (1696) и Ф. А. Головина (1699), каждый из которых в действительности имел воинские звания генерала и адмирала по отдельности.
Франц Лефорт, носивший чин полного генерала русских полков иноземного строя, во Втором Азовском походе (1696) командовал флотом и получил звание адмирала. Возможно, именно так появилось звание генерал-адмирала российского флота. К этому времени звание генерал-адмирала уже существовало в Соединённых провинциях и Швеции.
После смерти Ф. Лефорта в 1699 году Ф. А. Головин, занимавший должность генерал-кригскомиссара и занимавшийся набором европейских специалистов для флота, был наименован «воинского каравана (флота) генерал-адмиралом». В 1700 году он также получил чин генерал-фельдмаршала, и таким образом, также объединил звания адмирала и главнокомандующего генерала.
В эпоху Петра I нередко военачальники получали воинские звания в армии и во флоте разного ранга:
- П. И. Гордон носил чин полного генерала и шаутбенахта (контр-адмирала).
- А. Д. Меншиков, уже будучи с 1709 года генерал-фельдмаршалом (1-й класс будущей Табели о рангах), продолжал получать чины во флоте: капитан-командора (1712), шаутбенахта (1716), вице-адмирала (1721) и полного адмирала (1727).
- Сам Пётр I за Полтаву в 1709 году получил чин генерал-поручика армии (III ранг) и шаутбенахта флота (IV ранг).

### Генерал-адмиралы российского флота
- 1708 — граф Фёдор Матвеевич Апраксин (1661—1728)
- 1740 — граф Андрей Иванович Остерман (1686—1747) (лишен звания в 1741 году)
- 1756 — князь Михаил Михайлович Голицын (1681—1764) (не путать с его старшим братом генерал-фельдмаршалом Михаилом Михайловичем Голицыным)
- 20 декабря 1762 — великий князь Павел Петрович, с 1796 император Павел I Петрович (1754—1801)
- 22 августа 1831 — великий князь Константин Николаевич (1827—1892)[2]
- 15 мая 1883 — великий князь Алексей Александрович (1850—1908)

В 1796 граф Иван Григорьевич Чернышёв (1726—1797) получил от императора Павла I (который с момента рождения носил звание генерал-адмирала) звание генерал-фельдмаршала по флоту «с тем, однакож, чтобы он не был генерал-адмиралом»; в 1798 году в чин генерал-фельдмаршала по флоту также был пожалован И. Л. Голенищев-Кутузов.
Официально знаки различия для чина генерал-адмирала не устанавливались. Обладатели этого чина великие князья Константин Николаевич и Алексей Александрович носили разные погоны и эполеты.

## Германия
В немецком флоте генерал-адмирал (нем. Generaladmiral) — второе по старшинству звание на флоте (Kriegsmarine), ниже гросс-адмирала, но выше адмирала, соответствовало сухопутному чину генерал-полковника.
Генерал-адмиралы Кригсмарине нацистской Германии:
- 20 апреля 1936 (с 1 апреля 1939 — гросс-адмирал) — Эрих Редер (1876—1960)
- 1 апреля 1939 — Конрад Альбрехт (1880—1969)
- 1 января 1940 — Альфред Заальвахтер (1883—1945)
- 19 июля 1940 — Рольф Карльс (1885—1945)
- 1 апреля 1941 — Герман Бём (1884—1972)
- 1 апреля 1941 — Карл Эрнст Витцель (1884—1976)
- 31 августа 1942 — Отто Шульце (1884—1966)
- 1 февраля 1943 — Вильгельм Маршалл (1886—1976)
- 1 марта 1944 — Вальтер Варцеха (1891—1956)
- 1 марта 1944 — Отто Шнивинд (1888—1964)
- 16 сентября 1944 — Оскар Кумметц (1891—1980)
- 1 мая 1945 — Ганс Георг фон Фридебург (1895—1945)

Примечание: 
Адмирал Карл Дёниц был произведён в гросс-адмиралы, минуя звание генерал-адмирала.

## Швеция
Великий адмирал (шведск. Storamiral) — высшее военно-морское звание и должность в Швеции. Соответствовало чину фельдмаршала в армии Швеции (шведск. Fältmarskalk). Оно было присвоено только двум адмиралам: герцогу Сёдерманландскому Карлу (впоследствии король Швеции Карл XIII) и кронпринцу Оскару (впоследствии король Швеции Оскар I).
Риксадмирал (шведск. Riksamiral) — одна из высших военно-морских должностей в Швеции в XVI—XVII веках. Риксадмиралы вначале возглавляли различные морские экспедиции, позже стояли во главе Адмиралтейств-коллегии Швеции.
| Имя                                                | Изображение                        | Дата рождения   | Назначение на должность | Увольнение от должности | Дата смерти      | Примечания |
| -------------------------------------------------- | ---------------------------------- | --------------- | ----------------------- | ----------------------- | ---------------- | ---------- |
| Клас-Эрикссон Флеминг имел титул Svea rikes amiral | Герцог Карл у гроба Класа Флеминга | около 1530      | 1571                    | 1595                    | 13 апреля 1597   |            |
| Аксель-Нильссон Райнинг имел титул Riksens amiral  |                                    | 1552            | 1602                    | 1611                    | 1620             |            |
| Гёран-Нильссон Гилленштерна                        |                                    | 31 декабря 1575 | 1611                    | 24 августа 1618         | 24 августа 1618  |            |
| Карл Карлссон Гилленхельм                          |                                    | 4 марта 1574    | 1620                    | 17 марта 1650           | 17 марта 1650    |            |
| Габриэль-Бенгтссон Оксенштерна                     |                                    | 18 марта 1586   | 1652                    | 12 декабря 1656         | 12 декабря 1656  |            |
| Карл Густав Врангель                               |                                    | 23 декабря 1613 | 1657                    | 1664                    | 25 июня 1676     |            |
| Густав-Отто Стенбок                                |                                    | 7 сентября 1614 | 1664                    | 1675                    | 24 сентября 1685 |            |
| Имя                                                | Изображение                        | Дата рождения   | Назначение на должность | Увольнение от должности | Дата смерти      | Примечания |

Густав-Отто Стенбок, уволенный королём Швеции Карлом XI в 1675 году от должности риксадмирала, стал последним адмиралом в ВМС Швеции, занимавшим эту должность. Вместо должности риксадмирала была введена должность Высшего или Главного адмирала (шведск. Oversteamiral), которую и занял Стенбок. После его смерти в 1685 году должность Высшего адмирала была упразднена.
Адмирал-генерал (шведск. Amiralgeneral) — одна из высших должностей в Швеции во время царствования короля Карла XI. Эту должность в 1681 году занял адмирал Ганс Вахтмейстер (1641—1714). В 1680—1700 он провёл реорганизацию и модернизацию шведского флота. Наряду с Хенриком Тролле и Класом Ларссоном Флемингом считается одним из лучших администраторов и организаторов шведских ВМС.
Генерал-адмирал (шведск. Generalamiral) — одна из высших должностей в ВМС Швеции. Впервые права и обязанности генерал-адмиралов были сформулированы королём Швеции Густавом III. Генерал-адмиралы заседали в Королевском совете и ведали вопросами развития и боевой деятельности ВМС.
Список генерал-адмиралов (в скобках время нахождения в должности):
- Лоренц Крёйц (1675 — 1 июня 1676)
- Хенрик Горн (1677)
- Хенрик Тролле (1780—1784)
- Карл Август Эренсвард (1792—1794)
- Йохан Пуке (1812)
- Виктор фон Стедингк (1818)
- Олоф Рудольф Седерстрём (1823—1828)

## Португалия
Звание генерал-адмирала (almirante-general) с 1892 по 1910 было высшим военно-морским званием в Португалии. Его имел только король Португалии как Главнокомандующий ВМС. В сухопутных силах этому званию соответствовало звание главного маршала Португалии (marechal-general), которое также имел король Португалии.